# Condado de Alfalfa
El condado de Alfalfa (en inglés: Alfalfa County), fundado en 1907 y con su nombre en honor al gobernador William H. "Alfalfa Bill" Murray, es un condado del estado estadounidense de Oklahoma. En el año 2000 tenía una población de 6.105 habitantes con una densidad de población de 3 personas por km². La sede del condado es Cherokee.

## Geografía
Según la oficina del censo el condado tiene una superficie total de 2283 km² (881,5 mi²), de los que 2245 km² (866,8 mi²) son tierra y 38 km² (14,7 mi²) (1,68%) son agua.

## Condados adyacentes
- Condado de Harper - noreste
- Condado de Grant - este
- Condado de Garfield - sureste
- Condado de Major - sur
- Condado de Woods - oeste
- Condado de Barber - noroeste

## Principales carreteras y autopistas
- U.S. Autopista 64
- Carretera Estatal 8
- Carretera Estatal 11
- Carretera Estatal 38
- Carretera Estatal 45
- Carretera Estatal 58

## Demografía
Según el censo del 2000 la renta per cápita media de los habitantes del condado era de 30.259 dólares y el ingreso medio de una familia era de 35.000 dólares. En el año 2000 los hombres tenían unos ingresos anuales de 24.067 dólares frente a los 17.944 dólares que percibían las mujeres. El ingreso por habitante era de 14.704 dólares y alrededor de un 13,70% de la población estaba bajo el umbral de pobreza nacional.

## Ciudades y pueblos
- Aline
- Amorita
- Burlington
- Byron
- Carmen
- Cherokee
- Goltry
- Helena
- Ingersoll
- Jet
- Lambert

## Espacios protegidos
En este condado se encuentra el Salt Plains National Wildlife Refuge que dispone hábitats para unas 312 especies de pájaros y unas treinta especies de mamíferos.